# Castlebridge
Castlebridge (Droichead an Chaisleáin en irlandais) est une ville du comté de Wexford en république d'Irlande.
La ville de Castlebridge compte 1 624 habitants.